# Hubert von Goisern
Hubert von Goisern, rodným jménem Hubert Achleitner (* 17. listopadu 1952, Bad Goisern) je rakouský zpěvák, harmonikář a skladatel řazený k folk-popu, folk-rocku, tzv. schlagermusik, neue volksmusik, alpenrocku či world music. Pro jeho texty je typické užívání dialektů a pro zpěv jódlování. Sedmkrát vyhrál rakouskou hudební cenu Amadeus. Roku 1988 vydal první album, v roce 1992 založil kapelu Alpinkatzen. Známé jsou jeho dlouhé cesty po světě, pobýval nějaký čas v Tibetu, v Kanadě, v jižní i východní Africe (na pozvání své přítelkyně Jane Goodallové) nebo na Filipínách. Umělecké jméno si zvolil podle svého rodiště. Věnuje se také módnímu návrhářství (spolu s přítelem Klausem Höllerem) a politickému aktivismu, zejm. na podporu Tibetu a Afriky.